# Campionat d'Espanya de trial 1989
La temporada de 1989 del Campionat d'Espanya de trial fou la 22a edició d'aquest campionat, organitzat per la Reial Federació Motociclista Espanyola. El calendari oficial constava de 8 proves puntuables.

## Classificació final
Font:
| Posició | Pilot           | Motocicleta | Punts |
| ------- | --------------- | ----------- | ----- |
| 1       | Jordi Tarrés    | Beta        | 157   |
| 2       | Amós Bilbao     | Fantic      | 124   |
| 3       | Gabino Renales  | Montesa     | 114   |
| 4       | Andreu Codina   | Gas Gas     | 104   |
| 5       | Lluís Gallach   | Mecatecno   | 95    |
| 6       | Melcior Estorch | Mecatecno   | 71    |
| 7       | Joan Freixas    | Gas Gas     | 59    |
| 8       | Xavier Puig     | Beta        | 56    |
| 9       | Òscar Giró      | Montesa     | 46    |
| 10      | Marc Puigdemont | Gas Gas     | 43    |

## Categories inferiors
| Categoria     | Guanyador    | Motocicleta |
| ------------- | ------------ | ----------- |
| Sènior B      | Xavier Puig  | Montesa     |
| Sènior C      | Santi Rofes  | Gas Gas     |
| Júnior        | Marc Colomer | Montesa     |
| Juvenil 125cc | Joaquim Jou  | Montesa     |